# تسیکو
تسیکو (به مجاری:  Cikó) یک شهرداری در مجارستان است که در ناحیه بونیهاد واقع شده‌است. تسیکو ۱۹٫۸۶ کیلومتر مربع مساحت و ۹۰۰ نفر جمعیت دارد.